# 72 (число)
72 (семьдесят два) — натуральное число между 71 и 73.

## В математике
- 72 — максимальное число сфер, касающихся одной сферы в плотной упаковке в 6-мерном пространстве.
- 72 является суммой кубов двух натуральных чисел: {\displaystyle 4^{3}+2^{3}=64+8=72.}
- Число харшад

## В религии
Число-визитная карточка вселенной Assassin's Creed
В исламе и иудаизме есть понятие 72 имени Бога
В христианстве — общее число учеников Христа (апостолов), не входящих в число приближённых.

## В науке
- 72 — атомный номер гафния[1]
- 72 градуса — внешний угол правильного пятиугольника[2]

## В других областях
- 72 год; 72 год до н. э., 1972 год
- ASCII-код символа «H»
- 72 — Код субъекта Российской Федерации и Код ГИБДД-ГАИ Тюменской области.
- Правило 72 в финансах — приблизительная оценка срока, в течение которого величина удвоится при росте с процентом.
- 72 — число клеток древней игры Лила.